# Seventh Tarz Armstrong
Seventh Tarz Armstrong（セヴンス・ターズ・アームストロング、7月7日 -）は、アメリカ出身とされている日本で活動する女性歌手を中心としたバンドである。所属レーベルはcutting edge、maximum10。

## 概要
ティーンエージャーの女の子、Tarz Armstrongを中心としたスリーピース＋ピアノのバンドである。LDS（Language Destruction Sounds、「言語破壊サウンド」。言語を解体し、音の響きとしてまず捉え、しかしながら、最終的には詩的世界として構築し完成させる）という独特な手法を取る。
またその手法と同時に、日本国内のみならず、US、UK、さまざまな音楽性のミュージシャンから楽曲製作、提供を受けることで、エモ、メロ、パンク、スクリーモ、ハードコア、シングアロング、スカ、サーフ、テクノ、ラウド、ミクスチャーといった音楽の壁を超えた、ジャンルレスでボーダレス、自由で多様な音楽性を可能にしている。
海外からの参加者にはSnuff、The Toy Dollsのダンカン・レッドモンズやマイケル・“オルガ”・オールガー、Sugarcultのティム・バグノッタ、ALLiSTERのスコット・マーフィー、元The Suicide Machines、The One Thought Momentのダン・ルカシンスキー、FARRAHのジェズ・アシャースト、Kevin Ridelなどがいる。
2009年12月を最後に活動停止中（新曲のリリースが全くされていない）。

## プロフィール
- 名前はTarz、姓はArmstrong。Seventh Tarz Armstrongはバンドネーム。（生まれた日が7月7日だったので、7番目ターズさんという意味と、幸運の象徴であるSeven Stars(七つ星)とをかけてセヴンスターズと呼ばれ、そのままバンドネームに。）
- カリフォルニア州ベーカーズフィールド出身。
- 父はアメリカ人、母は日本人。
- 英語と、日本語が少し使える。
- 年齢は非公開だが、ティーンエイジャー。

## ミュージックビデオ
| 監督     | 曲名                                                 |
| 石原裕久 | 「wonder land」「wonder land (another Ver.)」        |
| NINO     | 「Words, Belief and Corruption」                     |
| 森田一平 | 「around the night, in NewJK」「still life fractal」 |

## タイアップ
| 曲名                                      | タイアップ                                          |
| ----------------------------------------- | --------------------------------------------------- |
| highlight night                           | 松坂屋「2007バレンタイン」CMソング                  |
| wonder land-Non Pianoforte Countdown Mix- | TBS系「COUNT DOWN TV」2007年3月度オープニングテーマ |

## その他
- FACTのRemixアルバム「NIVAN RUNDER SOUNDRAGS」には、Seventh Tarz Armstrongのオーガナイズも手掛けているパンク・イベンターでクリエイター集団のCOCKPITSが参加している。
- 星井七瀬のラジオ番組『星井七瀬 恋愛シミュレーション』で曲がいち早くかけられ、ヘヴィー・ローテーションとなっている。星井との関係は公式には明らかにされていない。なおサイゾー2010年4月1日号（電子版）はArmstrong＝星井であると明言している[1]（星井が表舞台から消えると同時にArmstrongも消えている）。
- 「体験を基にした」本人出演のドラマ（CDの付属DVDにダイジェスト収録）の原案は直木賞作家の石田衣良が手掛けている。実在の人物としてのSeventh Tarz Armstrongの設定にかかわっているかどうかは不明。